# Archer Point
Der Archer Point ist eine Landspitze an der Oates-Küste im Norden des ostantarktischen Viktorialands. Er markiert die Westseite der Einfahrt zur Harald Bay.
Das Kap entdeckte im Februar 1911 Leutnant Harry Lewin Lee Pennell, Schiffsführer der Terra Nova während der gleichnamigen Antarktisexpedition (1910–1913) unter der Leitung des britischen Polarforschers Robert Falcon Scott. Namensgeber ist Walter William Archer (1869–1944), der Koch dieser Forschungsreise.